# 동지중학교
동지중학교(同志中學校)는 대한민국 경상북도 포항시 북구 용흥동에 있는 사립 중학교이다.

## 학교 연혁
- 1946년 3월 5일 : 개교(위치 영일군 대송면 송정동) 초대 교장 하태환 선생 취임
- 1946년 8월 10일 : 동지상업초급중학교 인가
- 1946년 8월 13일 : 재단법인 동지중학교 인가
- 1951년 9월 1일 : 신제중학교 개편 (동지중학교, 동지고등학교 분리)
- 1953년 3월 30일 : 학교 이전 (포항시 용흥동 57번지)
- 1964년 2월 15일 : 학교법인 동지교육재단 변경 인가
- 1966년 2월 8일 : 학칙 변경 여자부 분리 인가
- 1972년 3월 2일 : 학칙 변경 야간부 폐쇄
- 1989년 1월 1일 : 학교 이전 (송도동 254-70번지)
- 2001년 3월 1일 : 학칙 변경 18학급 인가
- 2002년 3월 2일 : 학교 이전 (용흥동 산125-3번지)
- 2003년 12월 12일 : 동지중·고등학교 교사 및 평보관 준공식
- 2021년 3월 1일 : 제28대 교장 신현경 선생 취임
- 2022년 12월 23일 : 제76회 졸업식(졸업생 78명, 총 졸업생 22,346명)
- 2023년 3월 2일 : 제79회 입학식(신입생 84명)
- 2024년 3월 4일 : 제80회 입학식(신입생 67명)

## 학교 위치
- 1953년 3월 30일 ~ 1989년 2월 28일 : 북구 새마을로 2 (용흥동 / 現 용흥현대타워 1차)
- 1989년 3월 1일 ~ 2002년 2월 28일 : 남구 서동로 162 (송도동 / 現 태왕아너스오션)
- 2002년 3월 1일 ~ (현재) : 북구 용흥로 123 (용흥동)

## 참고 자료
- 동지중학교 - 한국교육학술정보원 학교알리미